# Meinerzhagen
Meinerzhagen település Németországban, azon belül Észak-Rajna-Vesztfália tartományban. Lakosainak száma 20 653 fő (2023. december 31.). Meinerzhagen Kierspe és Drolshagen községekkel határos.

## Fekvése
Lüdenscheidtől délre fekvő település.

## Története
Meinerzhagen nevét 1067-ben az érsek adománylevelében említették először, de a település csak 100 évvel később alakult ki.

## Galéria

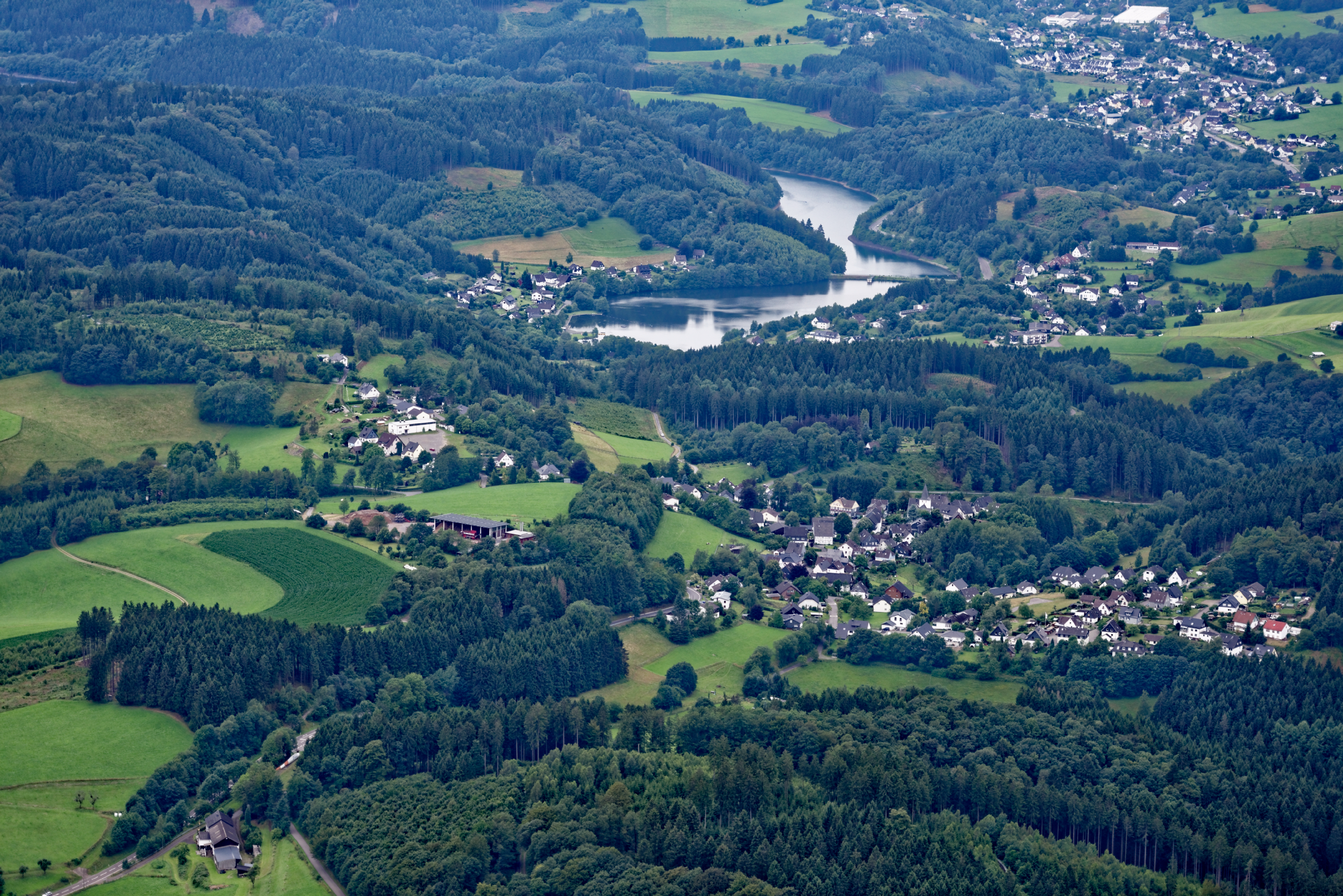
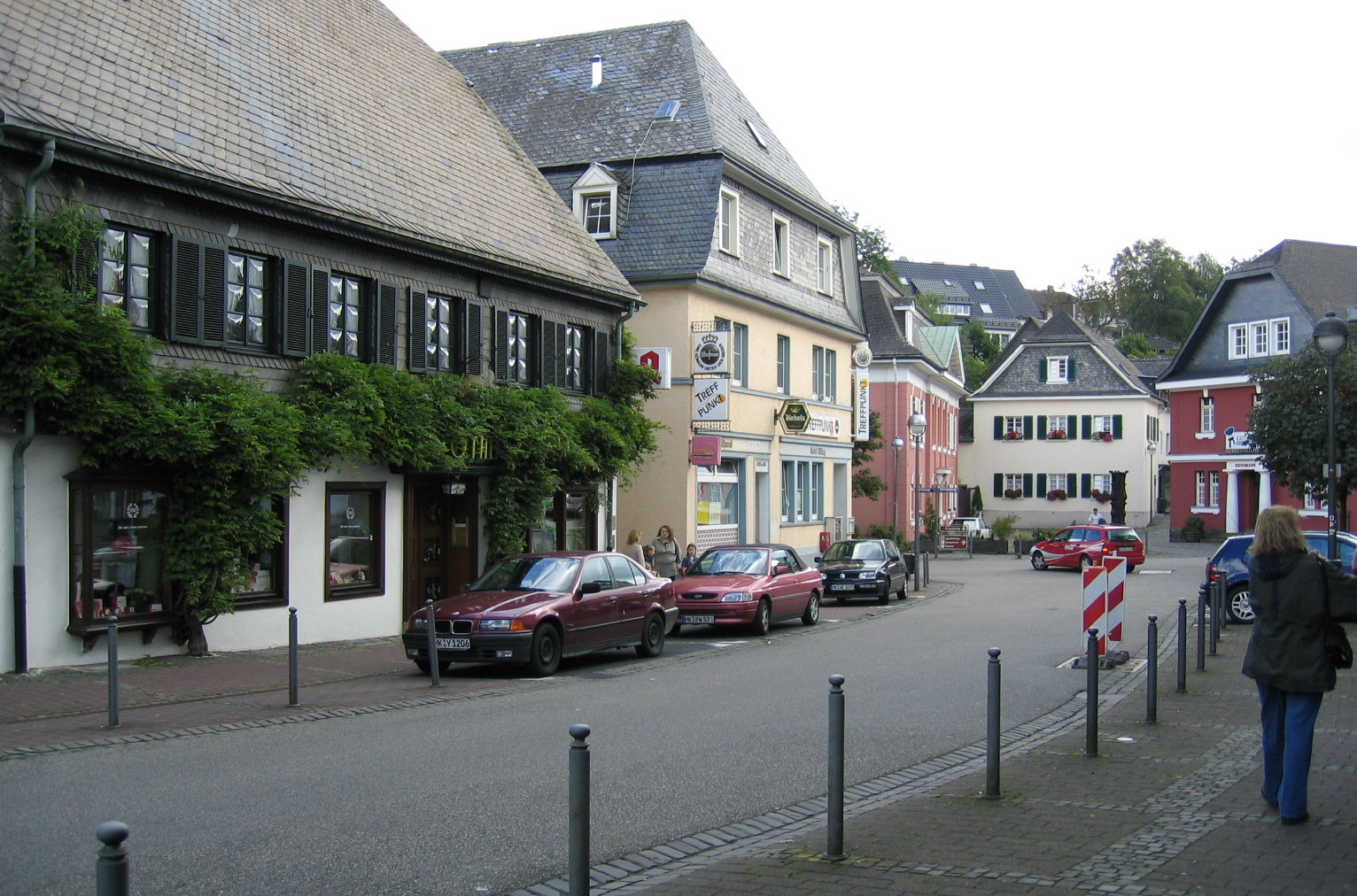
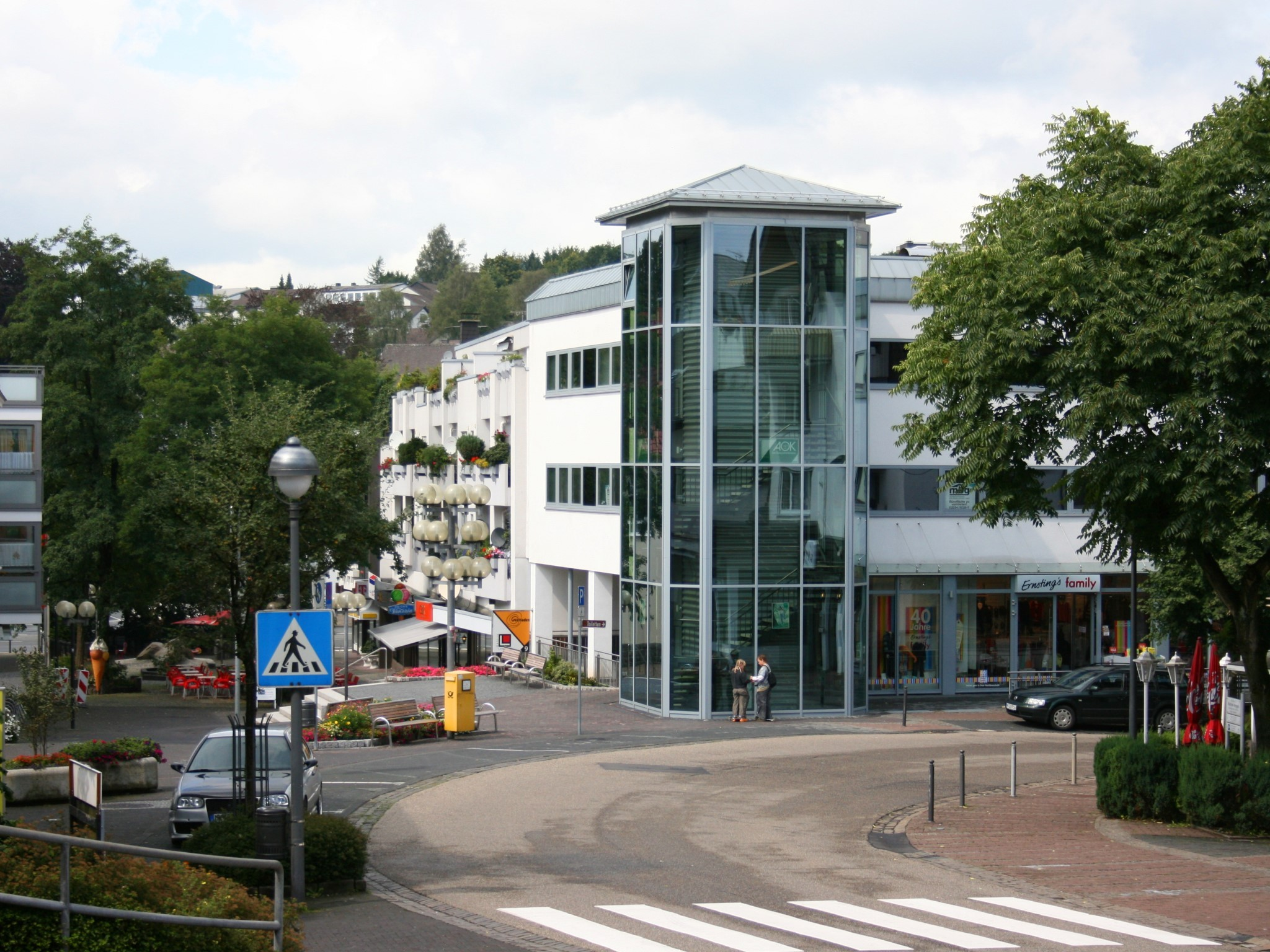
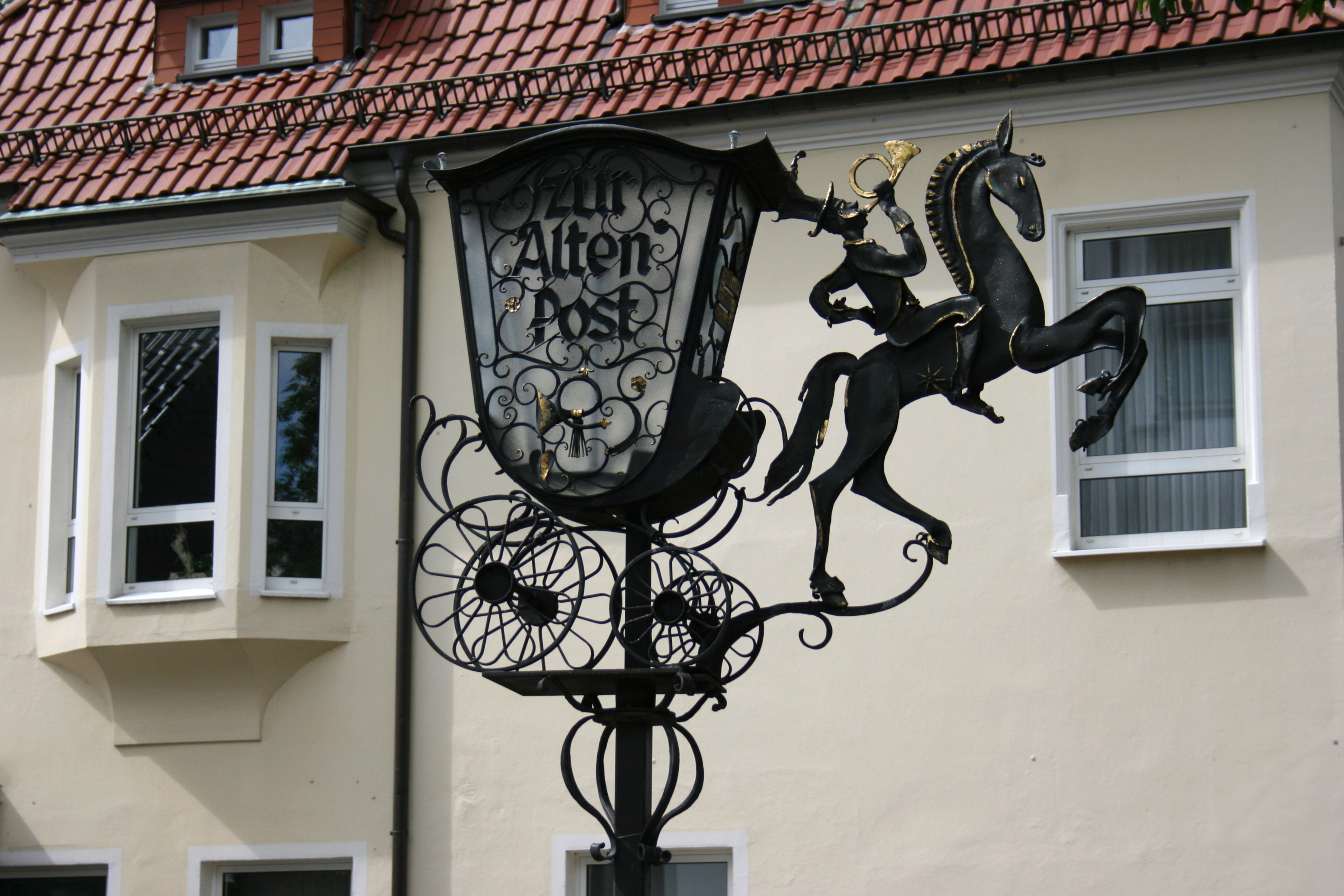
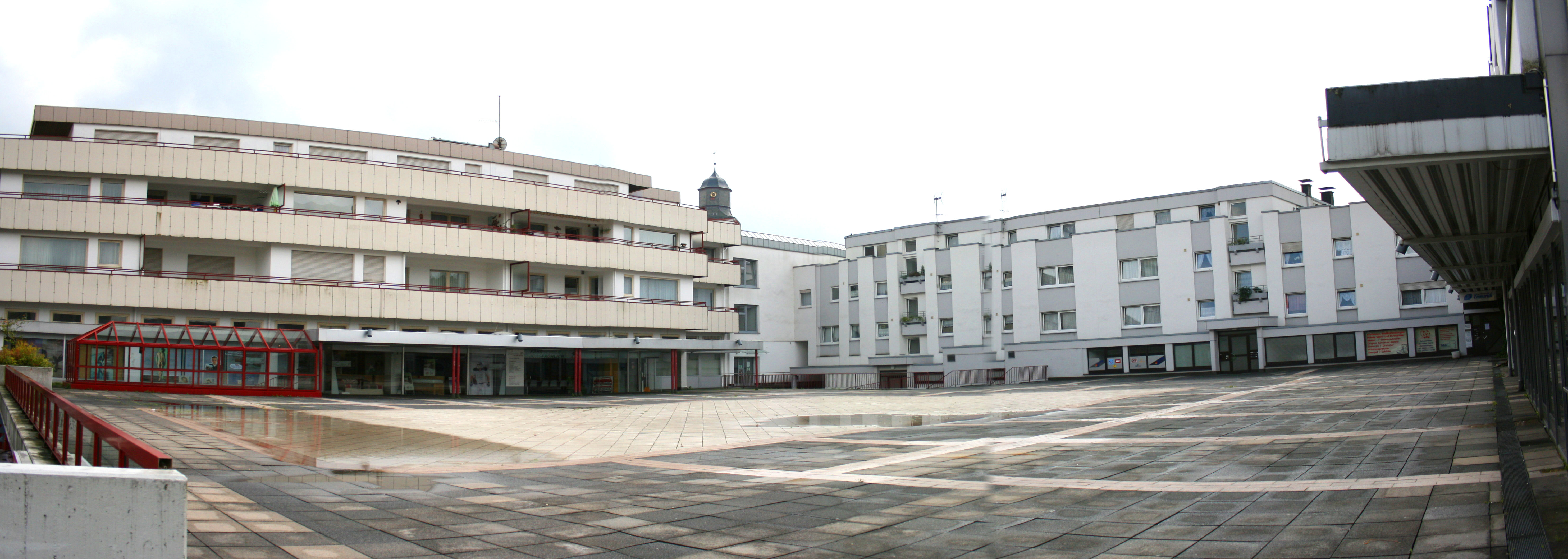
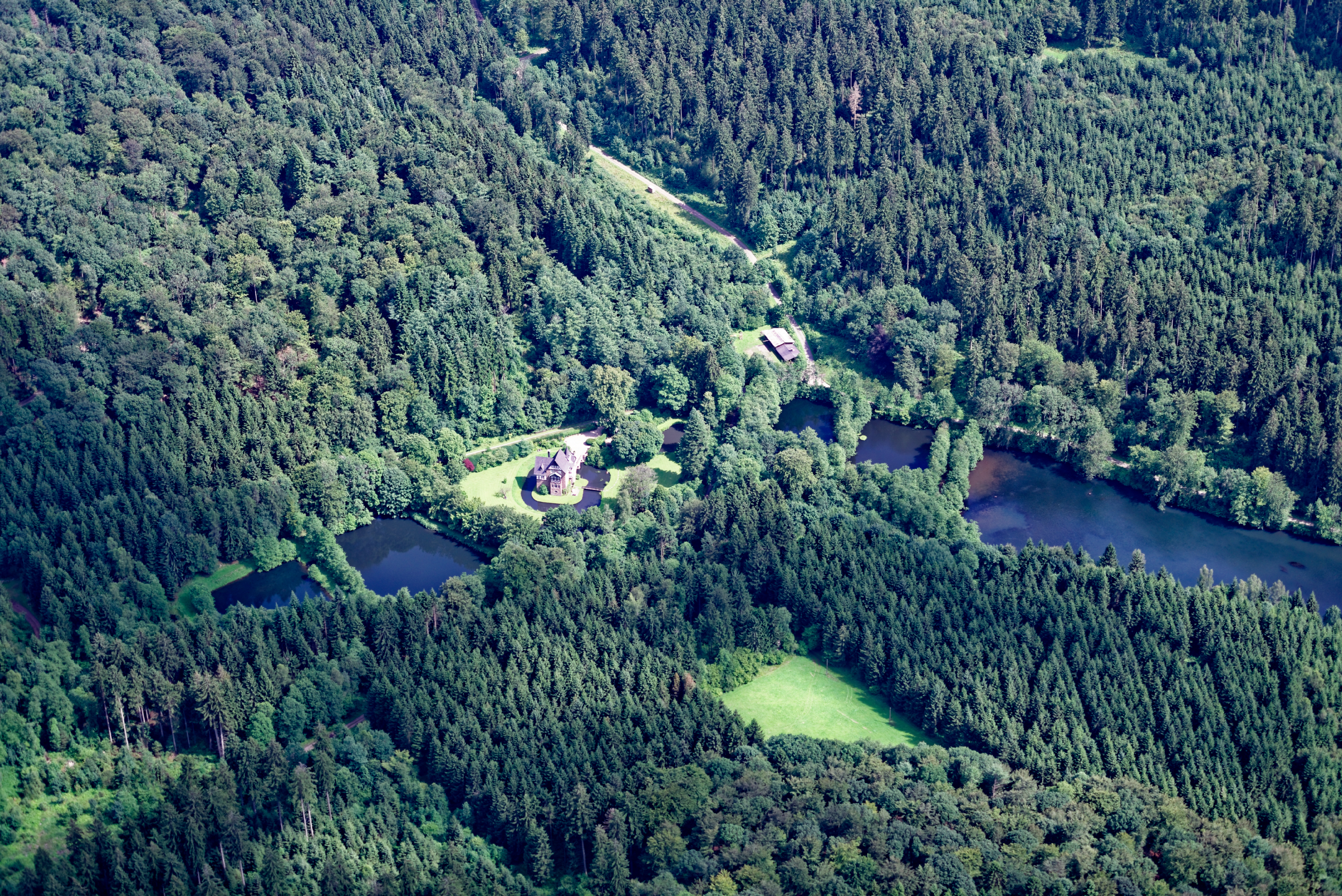
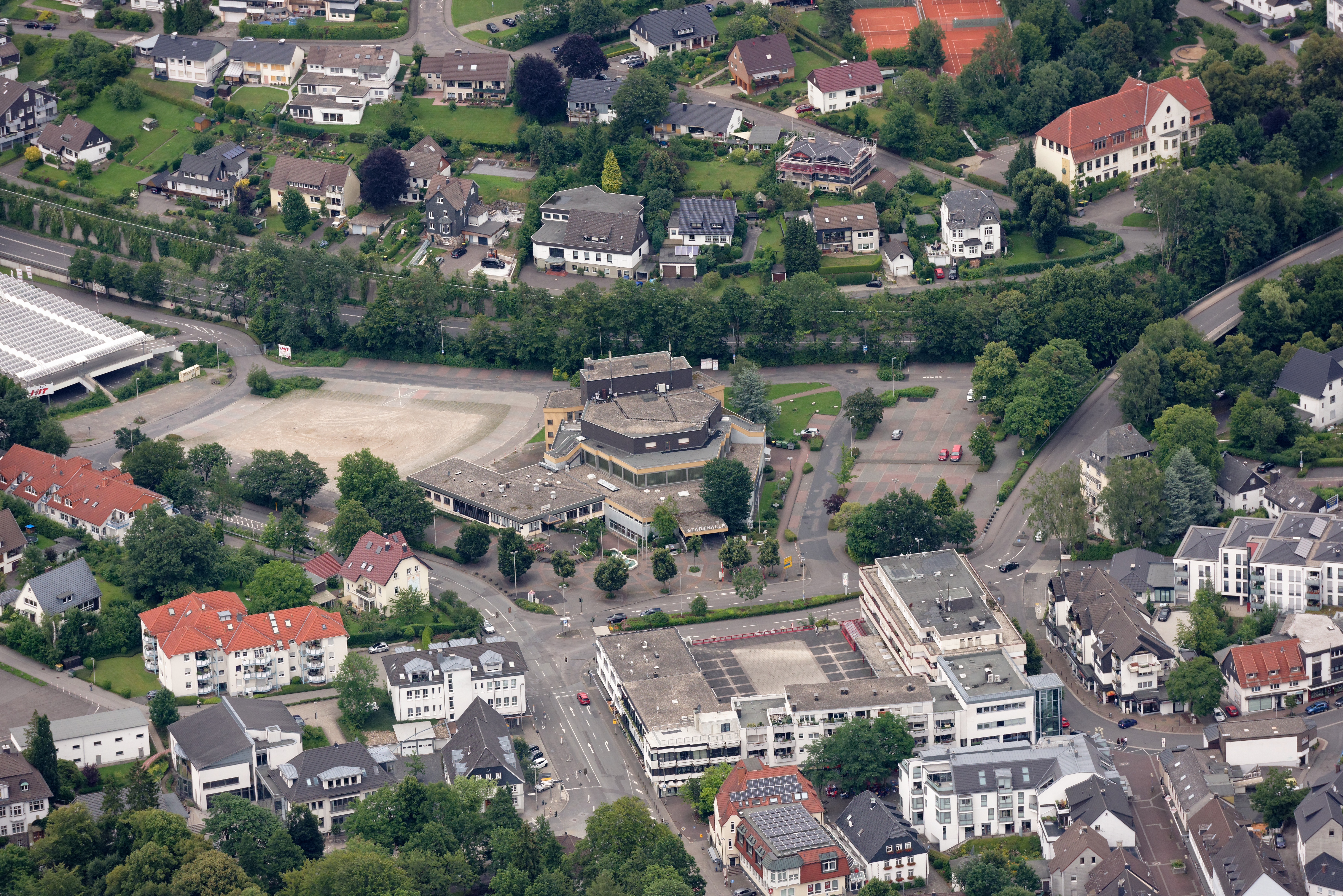
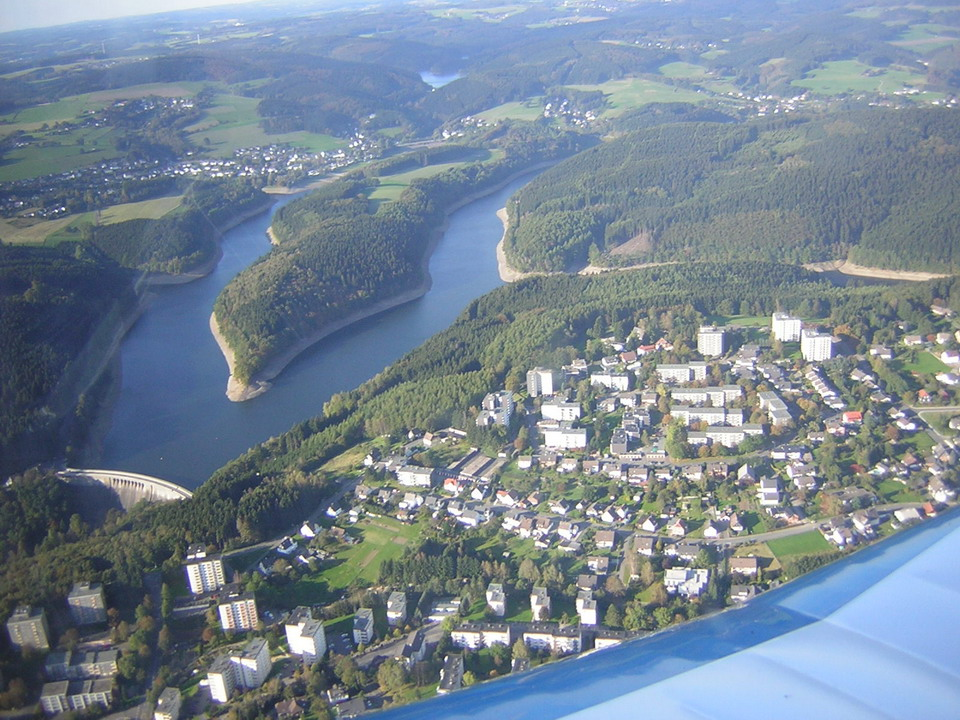
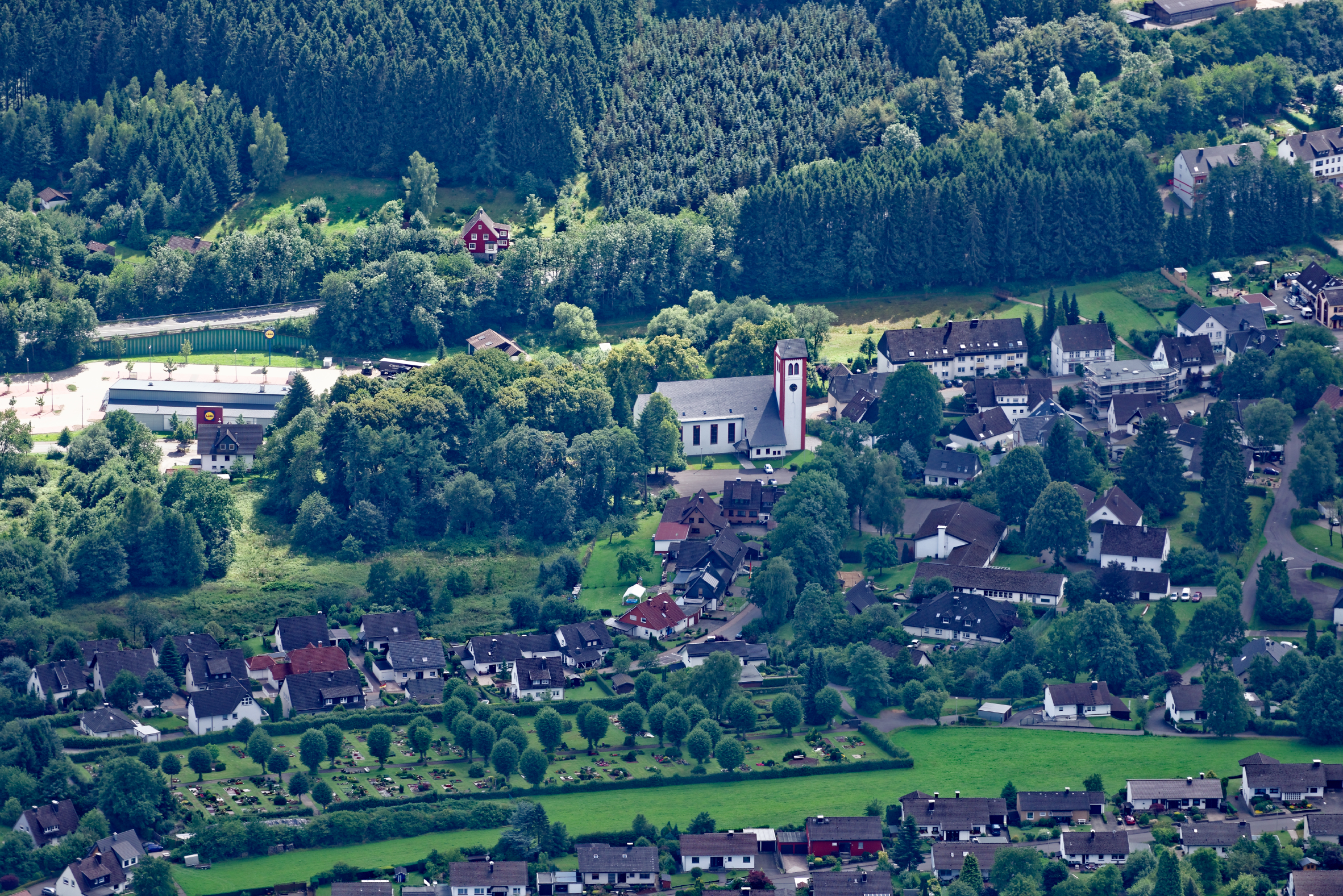
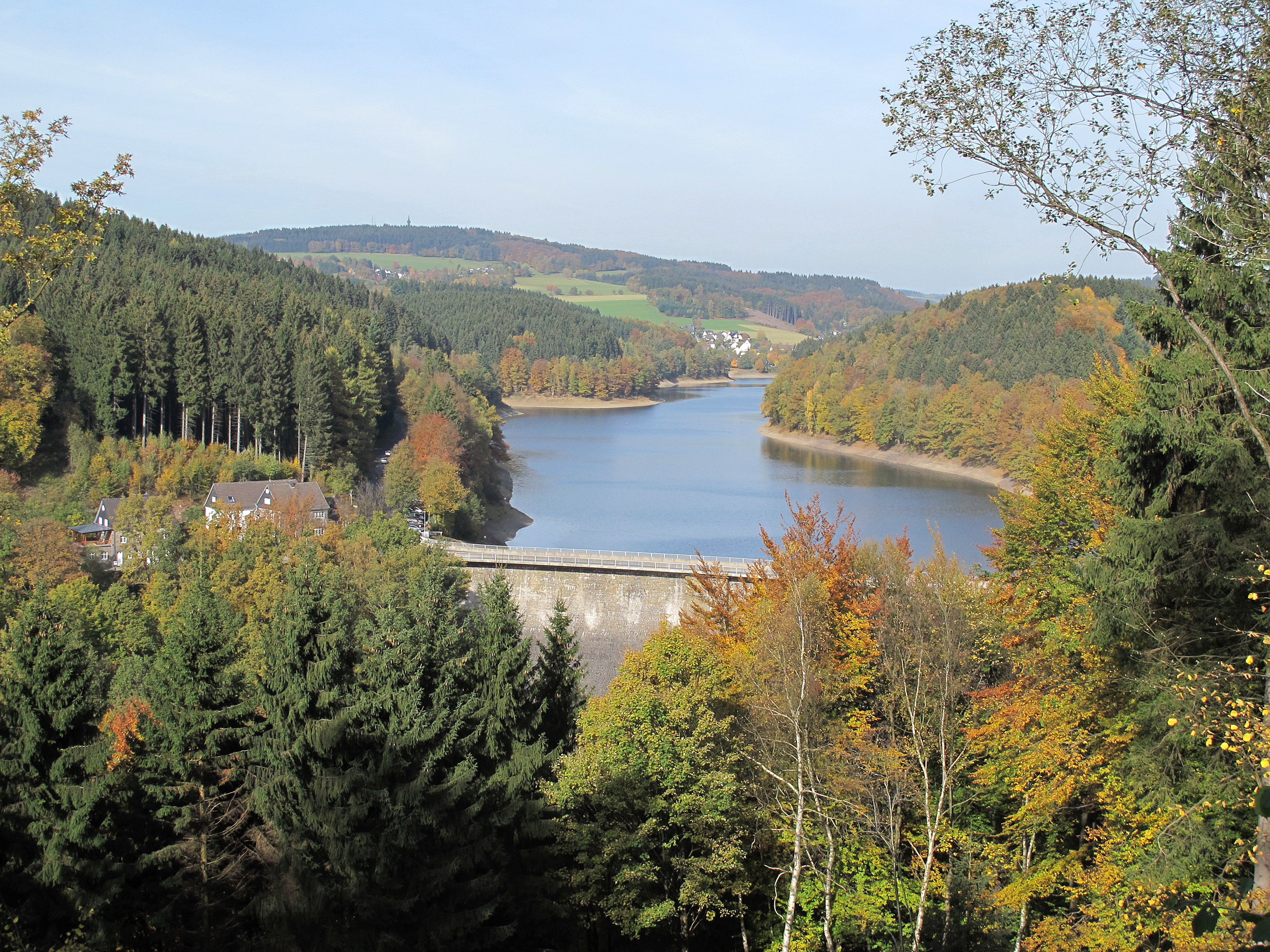
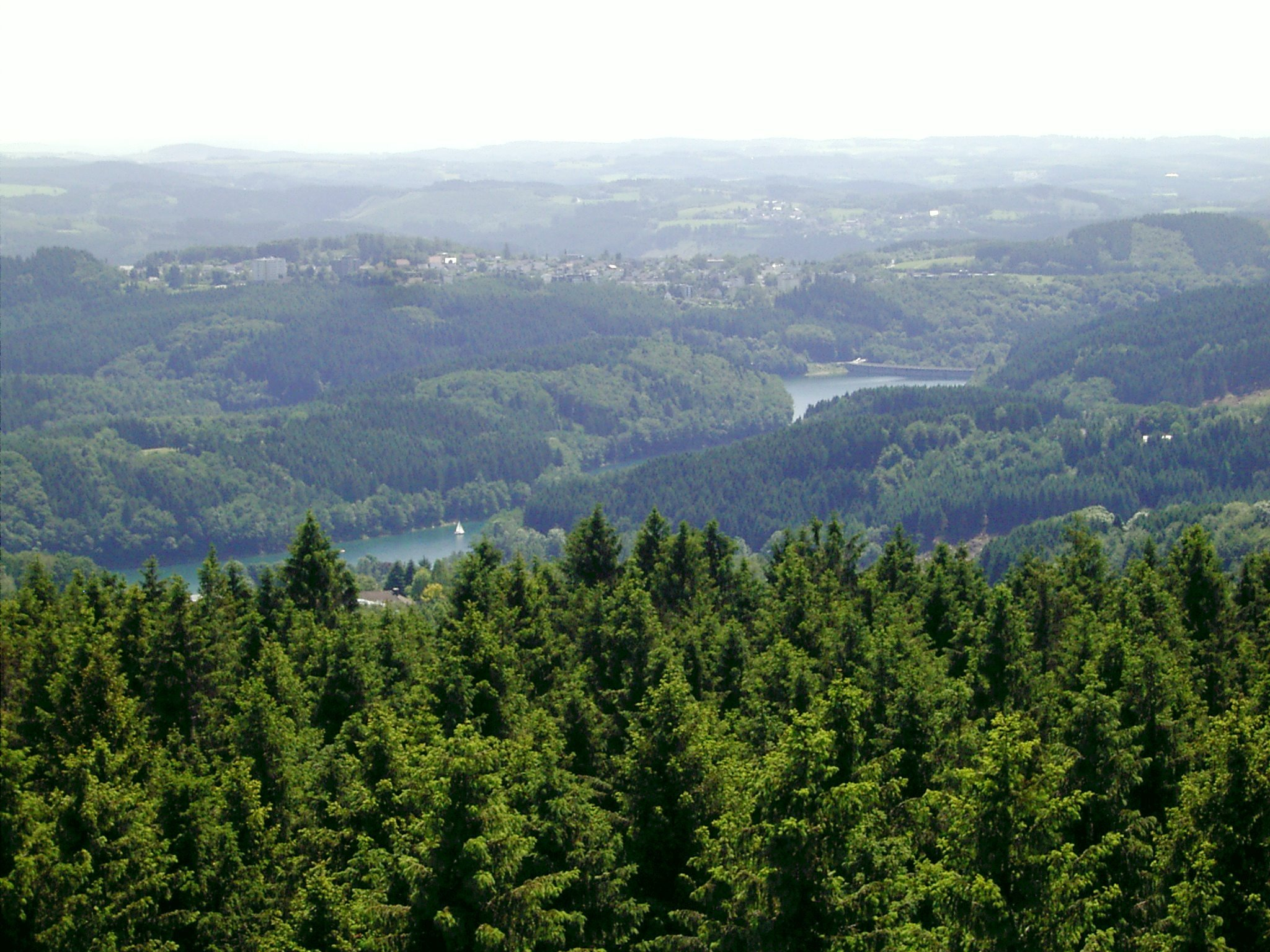
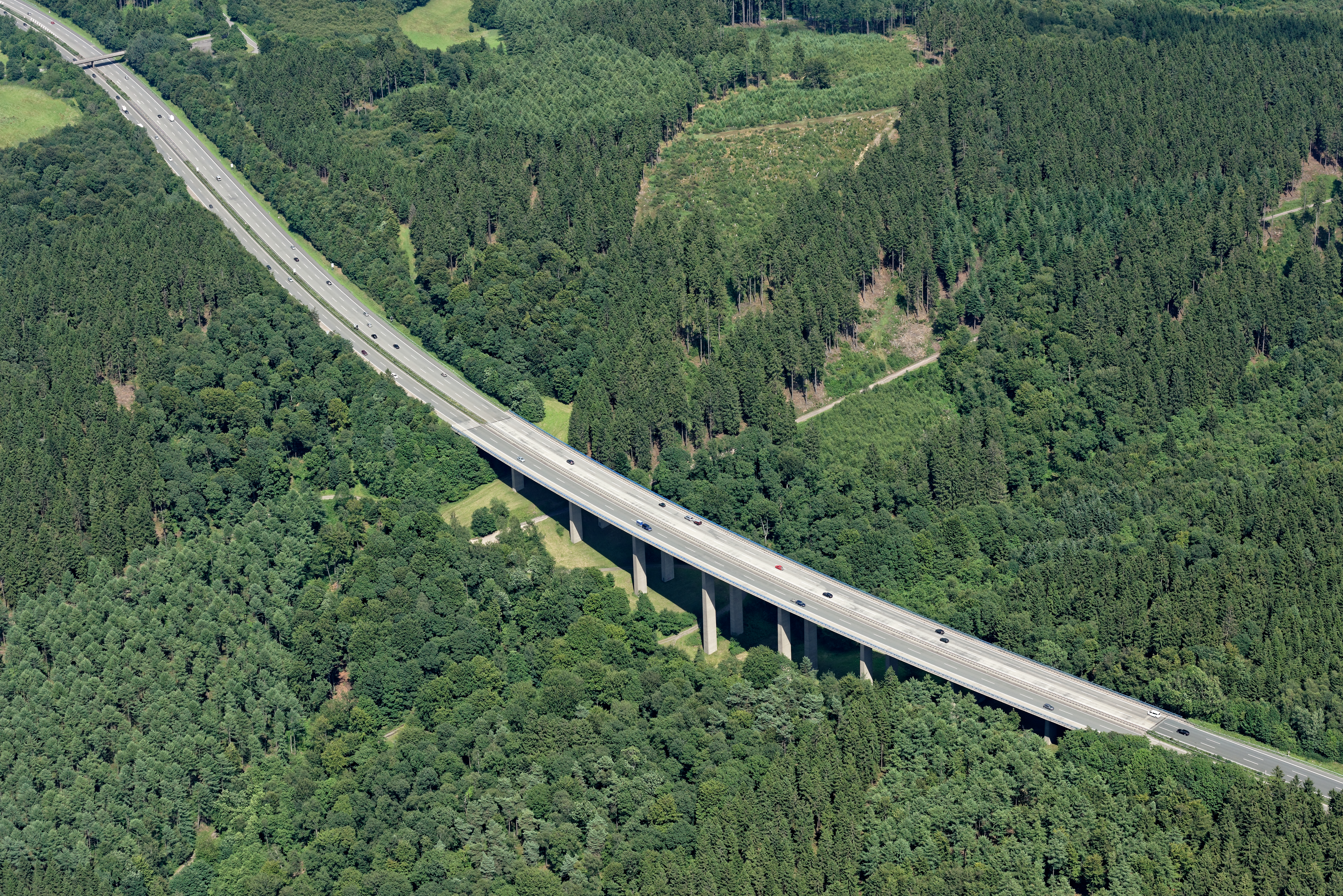

- Észak-Rajna-Vesztfália települései